# Kiertyny Małe
Kiertyny Małe – wieś w Polsce położona w województwie warmińsko-mazurskim, w powiecie bartoszyckim, w gminie Bartoszyce. Miejscowość wchodzi w skład sołectwa Kiertyny Wielkie.
W latach 1975–1998 miejscowość administracyjnie należała do województwa olsztyńskiego.